# فولتا مورسيا 2015
فولتا مورسيا 2015 (بالإسبانية: Vuelta a Murcia 2015 )‏ هو سباق دراجات هوائية، وهو الموسم رقم 35 من نفس السباق، وأقيم في 14 فبراير 2015، وامتدّ لمسافة 198.1 كيلومتر، وهو أحد سباقات طواف أوروبا للدراجات 2015، وهو من نوع سباق يوم واحد، وقد شارك في السباق 147 متسابقاً، ووصل إلى نهايته 110 متسابقاً.
فاز فيه بالمركز الثاني باوك موليما، وبالمركز الثالث زدينيك ستيبار، ومتصدر الترتيب العام في نهاية المرحلة رين تاراما، والفائز حسب ترتيب السرعة جاريكويتز برافو، والفريق الفائز في ترتيب الفرق تريك سيغافريدو 2015 ‏.

## الفرق
| فرق عالمية (7)- Astana - Etixx-Quick Step - FDJ - Giant-Alpecin - Katusha - Movistar Team - Trek Factory Racing فرق قارية محترفة (9)- Bora-Argon 18 - كاجا رورال-سيغوروس 2015 ‏ - CCC Development Team ‏ - Cofidis, Solutions Crédits - Europcar - تيم نوفو نورديسك ‏ - غازبروم روسفيلو ‏ - سبورت فلاندرين بالويس 2015 ‏ - UnitedHealthcare Pro Cycling (men's team) ‏ فرق قارية (4)- Verva ActiveJet ‏ - برجس بي إتش 2015 ‏ - Team Frøy–Bianchi ‏ - موسم يوسكادي مورياس 2015 ‏ فريق وطني- فريق إسبانيا لركوب الدراجات للرجال 2015 ‏ |  |
| |  |

## وصلات خارجية
- الموقع الرسمي
- فولتا مورسيا 2015 على موقع إحصائيات الدراجات الإحترافية (الإنجليزية)